# Huh Mimi
Huh Mimi (n. 19 decembrie 2002, Edogawa, Tōkyō, Japonia) este o sportivă ce a reprezentat Coreea de Sud, medaliată olimpică. A participat la o ediție a Jocurilor Olimpice (2024) în care a câștigat o medalie de argint.

## Participări
Lista de mai jos prezintă principalele competiții la care a participat Huh Mimi de-a lungul carierei.
- Judo la Jocurile Olimpice de vară din 2024 – 57 kg feminin